# Subfusell Thompson
El Subfusell Thompson és un subfusell nord-americà dissenyat al final de la Primera Guerra Mundial i a principis dels anys 20. Fou dissenyat per ser utilitzat durant la Primera Guerra Mundial, però arribà tard a la Guerra, i no va ser utilitzat a gran escala. Tot i això, el Thompson és una arma icònica dels anys 20, ja que fou utilitzat per bandes de gàngsters a Chicago i a altres ciutats. El Thompson s'utilitzà també efectivament durant la Segona Guerra Mundial i la Guerra de Corea, i en petites quantitats durant la Guerra del Vietnam.

## Història
Durant la Primera Guerra Mundial, l'oficial nord-americà John T. Thompson es va convèncer que l'Exèrcit dels Estats Units necessitava una arma automàtica lleugera. Ell anomenava aquesta hipotètica arma "l'escombradora de trinxeres". Va fundar l'Auto-Ordnance Company per desenvolupar aquesta arma automàtica. El resultat va ser el Subfusell Thompson. Disparava el .45 ACP, el mateix projectil que la pistola M1911, i podia utilitzar un carregador de tambor amb 50 bales o bé un carregador de caixa amb 20 bales (posteriorment, s'amplià la capacitat fins a 30 bales), però fou produït massa tard per ser utilitzat durant la Primera Guerra Mundial, de manera que l'Auto-Ordnance Company es va trobar amb un excedent de subfusells Thompson. Per arreglar aquest problema, J.T. Thompson va intentar vendre els subfusells a les forces policials, però amb un èxit modest. Irònicament, el Thompson s'utilitzà per les bandes de gàngsters per tots els Estats Units, ja que les lleis de les armes de foc eren bastant dèbils, i no era difícil aconseguir una arma automàtica a l'època. Al Subfusell Thompson se li van atribuir diversos noms, com "Tommy Gun" o "Chopper". Segurament, el fet més recordat on s'utilitzaren Thompsons per gàngsters fou a la Massacre de Sant Valentí, el 1929, on membres d'Al Capone assassinaren membres d'un gang rival en un garatge amb aquest subfusell.

## Ús militar
El Thompson fou utilitzat per l'Exércit Republicà Irlandès (IRA) durant la Guerra Civil Irlandesa a principis dels anys 20, i el 1928, la Marina dels Estats Units adoptà el Thompson com el M1928A1, i els Marines l'utilitzaren per lluitar contra un aixecament d'esquerres a Nicaragua. Poc després, l'Exèrcit dels Estats Units també va adoptar el Thompson, i el model M1A1 va ésser el subfusell reglamentari nord-americà durant tota la Segona Guerra Mundial. La versió M1A1 era una versió més simplificada i compacta, que eliminava el carregador de tambor i l'empunyadura. El Thompson demostrà ser un subfusell efectiu, encara que era bastant pesat per al seu tipus (4.5 kg de pes) i era car de fabricar. 

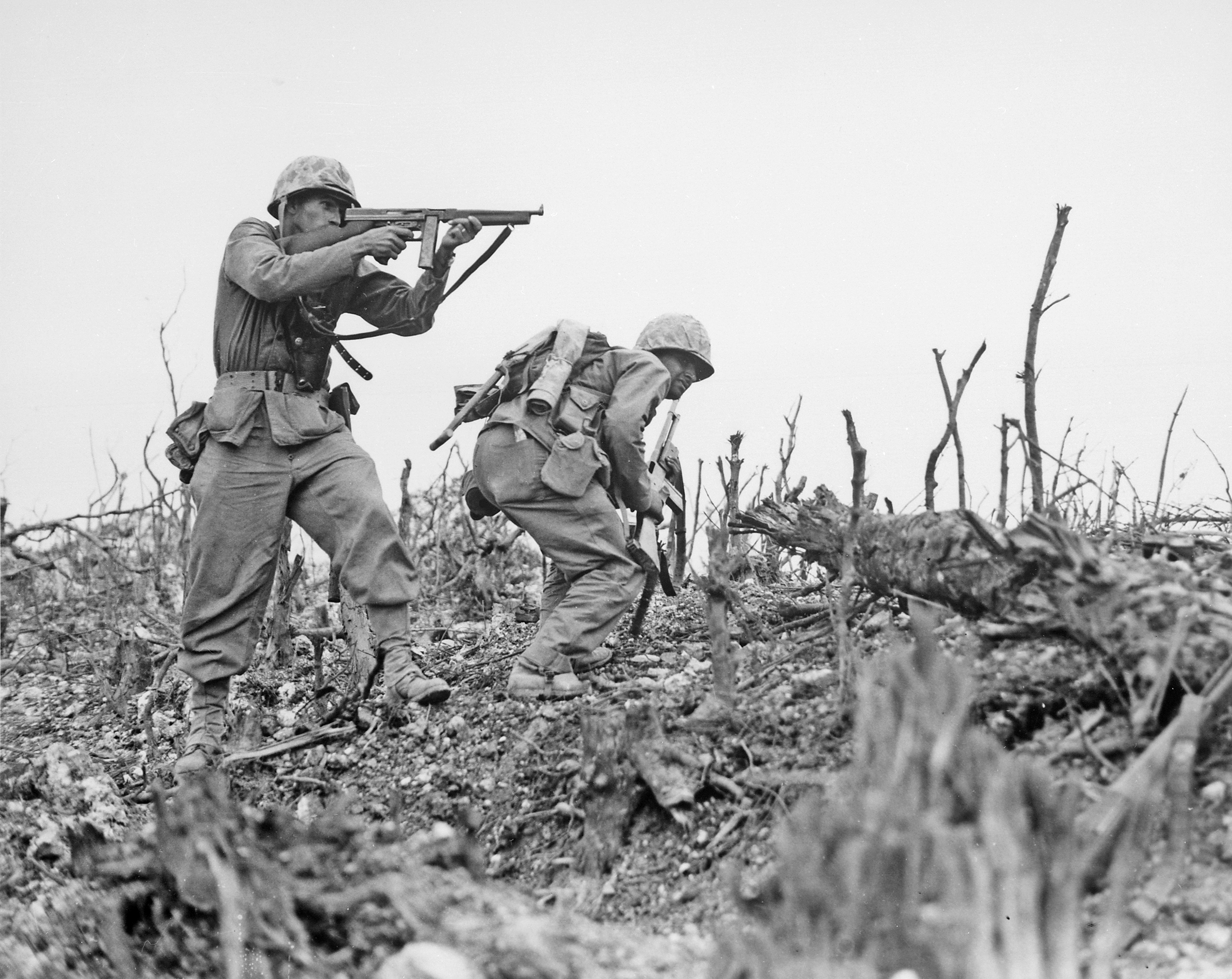
Marine nord-americà utilitzant un Thompson a Okinawa, 1945

## En la cultura popular
Degut a les pel·lícules de Hollywood, que representaven els gàngsters de Chicago utilitzant Thompsons, el Thompson freqüentment és recordat com la típica arma dels gàngsters dels anys 20. Han aparegut diversos sobrenoms per al Thompson, com "Tommy Gun", "Chicago typewriter", "Chopper" i "Escombradora de trinxeres", aquest últim sobrenom instaurat pel mateix creador de l'arma.

Machine Gun Kelly, un gàngster americà que visqué durant l'època de la Llei Seca, conegut com a metralleta Kelly, adoptà aquest àlies provinent de la seva arma preferida, un subfusell Thompson.

## Biografia
- "-Weaponry: An illustrated history-" Chuck Wills, in association with the Berman Museum ISBN 978-0-7607-8444-0